# 旭富士正也
旭富士 正也（あさひふじ せいや、1960年〈昭和35年〉7月6日 - ）は、青森県西津軽郡木造町（現在のつがる市）出身で大島部屋に所属した元大相撲力士、第63代横綱（平成最初の横綱）。本名は杉野森 正也（すぎのもり せいや）。現役時代の体格は身長189cm、体重143kg。得意技は右四つ、寄り、掬い投げ。現在は年寄・宮城野。
血液型はB型、趣味は音楽鑑賞、映画鑑賞。特技は手品。近畿大学を中途退学して大相撲入門後、現役中に同大学通信教育課程に再度入学し卒業（学位は学士）。

## 来歴

### 大島部屋に入門
木造町立木造中学校、私立五所川原商業高等学校在学中は相撲部に所属。高校生時代に長野県で行われた第33回国民体育大会では、少年の部の団体優勝に貢献した。高校卒業後に相撲の名門である近畿大学（大阪府東大阪市）に入学したが、近大相撲部の合宿所での団体生活に馴染めない等の事情により、2年時に相撲部を退部、近畿大学も一旦退学した。
暫くは故郷の青森に戻り、漁業に従事していた が、その一方で相撲の稽古も一人で続けていた。その光景が大島親方（元大関・旭國）の目に止まってスカウトを受ける。一度は断ったものの、その後大島部屋への入門を応諾した。きっかけは、この時点で大島部屋がまだ創設丸1年と歴史の浅い小部屋で、関取が一人も所属していなかったという理由もあると言われている。後年本人が光文社のインタビューで、漁が休みの日におじの薦めで東京見学へ行って相撲部屋を見学したことが角界入りのきっかけと明かしており「大島親方に『ハンコを出せ』と言われ、出したら勝手に使われて入門が済し崩し的に決定した。騙して部屋に置けば何とかなるとでもおじは思っていたのだろう」と入門に至るまでの経緯も詳しく語った。同じインタビューでは、入門時点で自身が20歳と部屋の所属力士最年長であったためやりやすかったとも話していた。シンガーソングライターで相撲甚句も歌う北脇貴士曰く入門当初は役所広司のような風貌であったという。
なお、大学中退でありながら大相撲で幕内に上がると近大関係者からはOB扱いされるようになった。それに違和感を抱いた旭富士は、大関昇進後に同大学通信教育部へ入学し直して卒業している。大相撲で近畿大学の出身力士は、先輩に4代朝潮（元大関・元高砂親方）などがいるほか、後輩の誉富士・宝富士などは伊勢ヶ濱部屋に入門している。

### 大相撲初土俵
1981年（昭和56年）1月場所初土俵。当時は学生相撲出身であれば実質無条件（体重別選手権に上位入賞する程度）とされていた幕下付出基準を満たす前に中退したため、20歳でありながら前相撲から始めるという当時としては珍しい角界人生の幕開けだった。それは本人も自覚しており「初土俵から1年で十両」と目標を持つことで力士寿命の面で損をしている点を補っていた。師匠の稽古は厳しく、夕方にも朝稽古と同等の稽古を行ったほどである。最大で30人程いた部屋の弟子もその厳しい稽古に耐えかねて次々と廃業したが、青森に帰郷した後も稽古を積んでいた杉野森には苦にならず、むしろ師匠が「いい加減にしろ」というまで、四股、鉄砲、すり足と延々とやっていた。本名の杉野森で取った前相撲では格の違いを見せ、3月場所は序ノ口優勝。5月場所から四股名を「旭富士」と改めた。これは師匠・大島親方の現役時の四股名・旭國と、入門当時に頭角を現した「昭和の大横綱」第58代横綱・千代の富士にちなんで名づけられたという。
もっともこれは若名乗りの名で、大島親方やタニマチは幕内に昇進したら大島の現役時代の四股名を継がせ、「旭國」を名乗らせる予定でいたが、タニマチが宴席で「早く幕内に上げて、親方の名前を継がせなきゃ」と切り出した際、本人が「自分の名前を大きくしたいから」と断り、大島親方は憤慨しつつも結局許され、最後まで旭富士で通したという逸話が伝わっている。

### 十両〜幕内・三役時代
前述の目標より1場所遅れたものの、新十両まで7場所と十二分なスピード出世を果たす。1983年（昭和58年）3月場所新入幕、前頭10枚目で8勝7敗と勝ち越し。ちなみに大乃国（のち第62代横綱）もこの場所新入幕で、後の横綱2人が同時に幕内昇進する場所となった。翌5月場所は初の上位挑戦となる前頭4枚目まで上昇、3日目に当時新大関の朝潮と初顔合わせの対戦でいきなり殊勲の星を挙げたが、同場所は結局4勝11敗の負け越しに終わった。関取になっても自分の他に部屋の関取がいなかった時期には高砂部屋や井筒部屋に出向くなどして、その柔軟な体を活かした技能を磨いた 。
1983年9月場所13日目の大関・若嶋津戦では前袋を掴まれて寄り切られた挙句、審判がその反則に気付かなかったというハプニングに見舞われた。続く11月場所で小結昇進。新三役の際には入門時と同じように年齢的なハンデを志の高さで補うつもりで「5年で大関」と目標を語った。この時は関取衆から笑われたといい「大学時代の実績が皆無なのに目標だけは高いから、それは笑うはず」と本人も自覚していた。しかし同場所は3日目大関・北天佑を破るも6勝9敗。前頭4枚目の翌1984年（昭和59年）1月場所3日目、第59代横綱・隆の里戦で右足首を捻挫する怪我により途中休場、同年3月場所は幕尻（前頭14枚目）まで降下してしまった。非力ながら前さばきが良く、懐の深さを生かした柔軟な体つきが持ち味で、新入幕当時から将来の大関候補と期待されていたが、当初は三役に定着できず伸び悩んだ。しかし、バーベルトレーニングなど体力面の強化が実り、地力が徐々にアップした。
1984年7月場所で第55代横綱・北の湖を破り初金星。同年11月場所では幕内では初の2ケタ勝ち星の11勝4敗を挙げ初の三賞となる敢闘賞を受賞。1986年（昭和61年）1月場所には新関脇で、それまで一度も勝てなかった千代の富士から初めて白星を挙げるなど、11勝4敗の好成績を挙げ初の殊勲賞を受賞。この年以降2度平幕に落ちた以外は三役に定着。2度目の関脇復帰となった1987年（昭和62年）3月場所で10勝5敗を挙げると以後、10勝5敗、11勝4敗、12勝3敗と安定した成績を収め、同年9月場所後に目標とした大関昇進を決めた（直近3場所合計33勝12敗）。幕内から三役時代には技を活かして勝つ相撲が多く、技能賞を5回も受賞した。この間、同門の横綱双羽黒の横綱土俵入り時には太刀持ちを務めた。

### 大関時代
新大関の1987年（昭和62年）11月場所では11勝4敗の成績を挙げ、大関2場所目の1988年（昭和63年）1月場所は初日から13連勝し、14日目に第61代横綱・北勝海に敗れ初黒星を喫したが、千秋楽結びの一番では大の苦手としていた横綱・千代の富士に勝ち、14勝1敗で念願の幕内初優勝を果たした。次の横綱候補に名乗りを挙げ、翌3月場所で初の綱獲りに挑んだが、初日にいきなり苦手の栃乃和歌に敗れ、終盤で共に優勝決定戦進出の横綱大乃国・北勝海に共に敗れて12勝3敗で綱獲りは失敗に終わった。その後も7月場所の11勝以外は全て12勝を挙げる安定ぶりで、自身初の年間最多勝（73勝）を受賞。1988年は年間を通して常に安定した成績を収めていたが、終盤まで優勝争いに加わるもここ一番で敗戦（1988年は5月場所から11月場所にかけて千代の富士が53連勝していて、旭富士は場所最終盤で千代の富士に敗れるパターンが続いた）し、あと一歩で優勝を逃すという場所が続いた。
1989年（平成元年）1月場所では、初日から3場所連続全休明けの北勝海と共に12連勝。13日目に大乃国に敗れついに1敗するも、14日目に最大の難敵・千代の富士を破った。そして千秋楽、一人14戦全勝だった北勝海を寄り倒し、共に14勝1敗同士の優勝決定戦へ進出するも、決定戦では逆に北勝海に寄り倒されてしまい優勝同点に留まる。翌3月場所では13勝2敗の成績を挙げ優勝次点だったが、中盤の連敗と千代の富士戦が千秋楽休場による不戦勝だったことも響いて綱獲りならず。さらに5月場所も13勝2敗で優勝決定戦に進んだが、その決定戦では再び北勝海に呆気なく送り出されて、又しても優勝同点に終わってしまう。このように1989年1月場所から5月場所の連続3場所で40勝5敗、優勝同点2回の好成績を収めており、横綱昇進の基準である「大関で2場所連続優勝、又はそれに準ずる成績」に該当し、横綱になって当然の筈であった。だが1987年11月場所後に優勝経験が一度も無しのまま横綱昇進した同門（立浪一門）の第60代横綱・双羽黒（立浪部屋）が不祥事で廃業していたことから、当時は横綱昇進基準厳格化の声が高まっており、その煽りをまともに受ける格好で不運にもことごとく昇進が見送られた。公式には「（5月場所の）優勝決定戦での負け方が悪い」とされていたが、『スポーツ報知 大相撲ジャーナル』2020年1月号では「訳の分からない理由」と当時の昇進見送りについて断じられていた。
横綱推挙を見送られ続けたショックからか旭富士は暴飲暴食に走り、次の7月場所には大関昇進前に発症した持病の膵臓炎を悪化させてしまった。その影響からなる稽古不足も祟り、中盤辺りから崩れて8勝7敗に終わり、綱獲りは完全に白紙に戻されてしまった。この病はその後も約1年近く苦しみ、7月場所から翌1990年（平成2年）3月場所まで5場所連続で8・9勝の1桁勝ち星に終わる など、それまでの活躍が嘘のように不振が続いた。慢性膵炎の治療により食事制限が課され、野菜と米だけで15日間乗り切らざるを得なくなった場所も1度経験したという。当時29歳の年齢もあり、好角家やマスコミ陣などから「横綱昇進は絶望的」と見られ、「悲運の大関」で終わるかとも思われていた。

### 苦労の末平成初の横綱昇進
それでも病気は徐々に回復していき、1990年（平成2年）5月場所ではその他横綱・大関陣らと共に初日から7連勝。中日に千代の富士に敗れるも14勝1敗で、14場所ぶり2度目の優勝を遂げ、再び横綱候補に名を挙げた。30歳で迎えた翌7月場所は3日目に平幕の両国に敗れたが、4日目から11連勝して単独トップ、千秋楽結びの一番では、星一つの差で追う千代の富士を倒して14勝1敗で3度目の優勝を連覇で果たし、苦労の末に念願の横綱昇進を決定的とする。この千代の富士との対戦は、旭富士が巻き替えて両差しで出たところを土俵際で千代の富士が左から強引な上手投げを打ち、旭富士が掬い投げで返し投げの打ち合いとなり、最後は旭富士が千代の富士の首を左腕で押さえつけながら体を預けて下した。「取組の直後、極度の疲労により20分から30分の間吐き気に襲われた」と当時の様子を後に本人が述懐している。なお、旭富士の大関在位の17場所中、負け越し・角番は一度も無かったが、横綱昇進者では武蔵丸の32場所に次ぐ大関在位記録となっている。
7月場所後の横綱審議委員会では約30分間の審議の末、全会一致で旭富士の横綱推薦を答申した。諮問にあたって、2場所連続優勝であるもののその前は5場所連続一桁の勝星であったため審判部内のムードは盛り上がっていなかったが、委員長代行の上田英雄は「（2場所連続優勝という成績が）昇進の条件は満ち満ちている」「横綱として恥ずかしくない気力、体力、技能を持っている」と述べ、委員の一人稲葉修は「千秋楽結びの一番は後世長らく相撲史に残る大一番。（千代の富士に勝った）旭富士には力強さが感じられた」と評し、課題とされた力強さが取り口に備わってきたことを高く評価した。一方「委員間の雑談」の中で過去に膵臓炎で苦しみ低迷した時期があったことから「健康に注意して」との声が出た。昇進伝達式では、「謹んでお受けします。横綱の名を辱めぬよう全力をつくし、健康に注意しながら、心技体の充実に努力します」と口上で述べた。
旭富士の横綱昇進により、元号が平成時代に入ってからは初めての横綱誕生・1987年11月（番付上は1988年1月）場所以来約3年振りの4横綱（千代の富士・大乃国・北勝海・旭富士）となった。横綱土俵入りは、人数が少なく「短命」のジンクスが有る不知火型を敢えて選んだが、これは所属する立浪一門が代々不知火型を採用していた（羽黒山・吉葉山・双羽黒）という事情もあった。一方、旭富士自身も「不知火型のほうが大きく見えるので良い」「（短命との指摘に）気にはしていない。他人は他人だ」と述べた。土俵入りの指導は一門外の佐渡ヶ嶽親方（元横綱・琴櫻）が行った。また昇進伝達式後によく行われる騎馬に乗っての記念撮影では、珍しく部屋の関取衆（旭道山・旭豪山・旭里）が組んだ騎馬に乗った。

### 横綱時代
新横綱の1990年9月場所は初日から12連勝、先場所からの連勝を24まで伸ばしたが、13日目で大関霧島に初黒星を喫した。そして千秋楽結びの一番は、北勝海と横綱同士13勝1敗での相星決戦となったが、北勝海に敗れ13勝2敗の優勝次点に留まり、旭富士の3場所連続優勝はならなかった。翌11月場所では優勝争いに名を連ねる12勝3敗を挙げるも序盤で2敗しており、14日目には千代の富士に敗れた直後31回目の優勝を許す形となった。それでもこの年は2年ぶり2回目の年間最多勝（70勝）を受賞。翌年1991年（平成3年）1月場所と、続いて3月場所も序盤での取りこぼしが見られ11勝4敗に終わるなど、横綱昇進以降はやや成績下降の状態が続いていた。
横綱5場所目の同年5月場所、横綱陣は初日から北勝海と大乃国が全休、さらに千代の富士も3日目の相撲を最後に引退（平成時代初の4横綱は5場所で解消）したため、4日目から旭富士だけの一人横綱となる。5日目安芸ノ島に敗れたものの、その後は連勝を続けて14日目で13勝1敗とし、14連勝で単独首位の大関小錦を追う展開になった。千秋楽結びの一番、旭富士は本割りで小錦の両廻しを掴みがぶりながら寄り切り、二人は14勝1敗同士の優勝決定戦にもつれ込む。そして決定戦でも旭富士は立合い左への変化から、最後は肩透かしで巨漢の小錦を横転。本割り・決定戦の連勝を果たし、大逆転で旭富士が4度目の幕内優勝を飾った。旭富士にとって横綱昇進後では初めての優勝であり、これが現役最後の優勝ともなった。
翌7月場所は優勝候補筆頭と言われたが、初日で新小結・貴花田に敗れ、その後も膵臓炎の再発で大きく崩れてしまい8勝7敗。なお、この場所千秋楽の北勝海戦が、最後の日本出身力士の横綱同士による対戦となっている（2020年9月場所終了現在）。又これが旭富士の現役最後の皆勤場所となった。9月場所は2日目の若花田に、右手一本の上手投げで吹っ飛ばされる等散々の内容で6日目より途中休場、平幕時代の1987年1月場所から続いた連続勝ち越し記録も、28場所でストップした。翌11月場所も慢性膵炎と脊椎分離症のため全休した。

### 現役引退
1992年（平成4年）1月場所前の横審稽古総見では武蔵丸にがっぷり四つから力負けするなど、病み上がりで調整に不安を残し、「再起は険しい」と見られていた。進退を賭けて1月場所に臨んだものの、初日・曙、2日目・安芸ノ島に良い所無く連敗。最後の相撲となった3日目・若花田にも下手投げで敗れて3連敗を喫してしまい、同場所限りで現役引退を表明。横綱が初日から3連敗したのは2018年11月13日の稀勢の里まで、26年10か月にわたりワースト記録であった。引退会見では「体力、気力の限界。もう力が出ないので引退にさせていただきます」「もう少し優勝しなければいけなかったけど、頑張れなかった」と頬を真っ赤に染めて述べた。在位場所数は僅か9場所の短命横綱に終わった。引退の理由は膵炎の悪化であり、また若手の台頭がすさまじく焦りを感じていたともした。後に旭富士は、太田雅英の「もう少しやれたのではないか、という気持ちにはならなかったですか」という問いに対して「二、三場所は休まないといけないという状態だったから。横綱が長く休んでいたら、絵にならないでしょう」と答えている。
引退相撲は、1992年9月場所後に行われた。当時は横綱空位だったため、同じ大島部屋所属の幕内力士だった太刀持ち・旭道山と露払い・旭里を従えて、旭富士として最後の横綱土俵入りが披露された。断髪式では、止めバサミを大島親方が入れると、感極まって旭富士は大粒の涙を流した。

### 親方として
引退後、横綱特権で「旭富士」を年寄名とした。妻が春日山親方（元前頭大昇）の姪だった縁から、当初は旭富士がいずれ春日山を襲名して閉鎖されていた春日山部屋を再興すると見られていた。一方、若いころから旭富士に目をかけていた同じ青森県出身で同じ一門の安治川親方（元関脇陸奥嵐）が病気を理由に廃業する意向を示すと、引退相撲の後に、安治川部屋の後継者となるため大島部屋から安治川部屋へ移籍する（閉鎖された春日山部屋の力士たちが安治川部屋に移籍していた）。1993年（平成5年）春に年寄「安治川」を襲名して部屋を継承し、旭富士親方改め安治川親方となり、その後は陸奥北海らを関取に育てあげた。また大相撲ダイジェスト（テレビ朝日系列）では、力士に対して厳しい解説が話題を呼んだ。
部屋継承後、「廻しの切り方などを実際にやって見せられるから」と40代半ばに入っても廻しを締めて稽古場に下りて稽古をつけていた。部屋継承直後には、相撲雑誌のインタビューに答えて、陸奥北海や春日富士に稽古をつける際、どれだけ力を入れるかを「こうですね」と笑いつつ実際に動作をしてみせたこともある（春日富士に胸を出し、転がす時の方が少し力が入っている）。部屋継承後の直弟子で関取の安美錦、及びその兄安壮富士は従甥である。
2007年（平成19年）5月場所後、安治川部屋（当時）と同じ立浪一門である宮城野部屋から、一門では旭富士以来17年ぶりに白鵬が横綱に昇進した。5月31日には白鵬に対し、不知火型の横綱土俵入りを指導。その土俵入りに「オレよりも上手。足腰の構えが低くて、格好良いよ」と絶賛していた。
2007年11月30日、日本相撲協会は年寄「安治川」（4代）の、「伊勢ヶ濱」（9代）への名跡変更を承認。結果暫く断絶していた伊勢ヶ濱部屋を再興し、名門復興へ歩み出した。2011年（平成23年）、従兄弟半の安壮富士の大相撲八百長問題への関与の責任として、委員から主任へ降格。
2012年（平成24年）1月30日の理事選挙に立候補したが、落選した（実際には、投票当日に立候補辞退を申し出たが、立候補届出後の辞退は認められておらず、結果として票を自らに投じることもなく獲得0票となった）。同年9月場所後、モンゴル出身の弟子・日馬富士が第70代横綱へ昇進が決定した。日馬富士も伊勢ヶ濱親方と同様横綱土俵入りは不知火型を選択。しかし指導の際、土俵入りを数度間違える日馬富士に対し「一つ一つ動作を決めないと、流れでやると決まらない。（白鵬より）時間が掛かり過ぎ、イメージして来なかったのかな。相撲を十番取る位の気迫がなければ」と辛口の評価だった。なお、同年11月場所は白鵬・日馬富士の二人共不知火型を披露したが、複数の現役横綱が不知火型を継承することは大相撲史上初めてのケースである。
2013年（平成25年）1月31日、理事補欠選挙に立候補し、無投票で当選した。同年2月4日の職務分掌で、審判部長に就任した。
2013年11月場所4日目に吐き気等の体調不良を訴え、日本相撲協会は胃の検査を理由に伊勢ヶ濱が千秋楽まで休場することを発表した。同場所後の12月7日に退院、体重は10kg痩せて95kgとなっていた（病名は膵炎）。退院後は通院せず薬の服用で回復に努める方針が示され、同月20日の理事会から公務に復帰した。
2014年（平成26年）1月31日の理事選挙で再選し、審判部長に留任となる。2015年（平成27年）5月27日には、横綱日馬富士と同じモンゴル出身の照ノ富士（幕下時代に間垣部屋から伊勢ヶ濱部屋に移籍）が大関昇進を果たした。
2016年（平成28年）1月29日の理事選挙で3選し、3月30日の職務分掌で、審判部長から大阪場所部長に異動となったが、2017年（平成29年）11月場所は二所ノ関審判部長の休場により審判部長代理を務めた。この場所中に、日馬富士が場所前に貴ノ岩へ暴行を働いたことが発覚し、場所後に日馬富士が引責引退したことに併せて、監督責任を取るため自身の理事辞任を願い出た。当時は相撲協会の危機管理委員会が事件について調査中だったため慰留され、調査終了に伴い同年12月20日の理事会を以って辞任となった。辞任後は2階級降格で役員待遇委員となり、職務も監察副委員長へ異動になった。2018年（平成30年）2月2日の理事選挙は立候補を辞退し、選挙後には教習所副所長へ異動している。2019年12月19日に都内で伊勢ヶ濱一門の一門会が開かれ、2020年1月場所後の理事候補選に出馬する見込みとなった。1月30日の役員候補選は定員を超過しなかったため2008年以来6期12年ぶりに無投票となり、伊勢ヶ濱を含めた理事候補10人、副理事候補3人が全員当選。同年3月23日の評議員会で正式に理事として選任され、同月25日の理事会で審判部長を務めることが決まった。
2017年9月場所の照ノ富士の強行出場に関しては当時から「照ノ富士の実力なら、関脇に落ちても大関特例の10勝をクリアするのは容易。まずは治療に専念させて、大関特例での復帰を目指すべきだ」との声があり、伊勢ヶ濱の照ノ富士に対する扱い方が問われた。
2020年代に入ると翠富士、熱海富士といった飛龍高校出身の弟子が関取に昇進し、飛龍高校との間の弟子集めのパイプの確かさを見せ付ける格好となった。尊富士や熱海富士を見れば分かるように、右差し得意の関取も育てている。
2021年9月場所に照ノ富士が横綱に昇進。照ノ富士は間垣部屋時代は稽古相手に恵まれなかったことも然ることながらちゃんこにも事欠いていたが、移籍によりその状況から脱出させて横綱まで育て上げており、そういう意味では伊勢ヶ濱は育ての親と言える。
2021年12月6日、一門は東京都内で会合を開き、2022年1月場所後に行われる協会の役員候補選挙に、伊勢ヶ濱が理事に立候補することを確認した。
2022年5月場所14日目に照ノ富士を既に負け越していた正代と機械的に対戦させた（寄り切りで照ノ富士が勝利した）ことに対しては、北の富士も弟子に対する贔屓を疑い「審判部長も地に落ちたものだ」とまで吐き捨てていた。
7月場所前には「正直いってあまり期待していないですよ。いつもそうですよ。1年以上続いているんじゃないですか」と、ふがいない戦いを続ける大関陣にいら立ちを隠せない様子を見せていた。この場所でも優勝の懸かっていた弟子の照ノ富士を負けの込んでいた佐田の海や遠藤と対戦させるなど、またも弟子への贔屓を疑わせる取組編成で物議を醸した。そのようなことから、相撲ファン筋からの審判部長としての評価は決して芳しいものではなかった。
同年12月26日、部屋所属の幕下以下力士2人による別の幕下以下力士1人への暴力行為が明らかになり、引責のため理事の辞任届を提出、協会に受理された。複数回にわたる暴行を行い主導的な立場であった加害力士に対しては、コンプライアンス委員会の答申は「引退勧告」相当とされていたが、引退届を提出して受理された。また、別の加害力士は偶発的な暴行であったことから反省と将来性を考慮され、2023年1月場所と3月場所の2場所出場停止となった。一方、監督者である伊勢ヶ濱は過去の日馬富士の傷害事件がありながら暴力問題の再発を防げなかったことから、コンプライアンス委員会の処分案答申では理事からの「降格」処分が相当と判断されていた。2023年1月12日、理事から役員待遇委員に2階級降格したことが明らかになった。同日の職務分掌で指導普及部副部長に就任した。
2025年4月15日、モンゴル出身力士二人を横綱に育てたことを評価され、モンゴル政府から外国人としては最高の「北極星勲章」を授与された。
2025年6月2日、日本相撲協会の停年（定年）退職を翌月に控えて、同月9日付で伊勢ヶ濱部屋と年寄名跡「伊勢ヶ濱」を伊勢ヶ濱部屋付きの照ノ富士に譲り、自身は年寄「宮城野」を襲名して伊勢ヶ濱部屋付きになることが、日本相撲協会の臨時理事会で承認された。停年後は再雇用制度を利用し、参与として日本相撲協会に残る。

### 不知火型の還暦土俵入り、1年3か月遅れで実施
2020年（令和2年）7月6日、満60歳の誕生日を迎える。当初は還暦土俵入りを、約1か月前の同年5月30日に実施する予定だった。
しかし、2019新型コロナウイルスが日本で感染拡大の影響を受け、2020年5月場所の初日開幕が5月10日から、5月24日へ2週間先延ばしする状況に伴い、伊勢ヶ濱の還暦土俵入りも当面の間延期することとなった。
2021年7月場所、弟子の照ノ富士の第73代横綱昇進が決定。横綱2人を育てた部屋の師匠は11代二子山以来。ただし伊勢ヶ濱の場合はその内1人（照ノ富士）が預かり弟子である。
満60歳の誕生日から1年経過した2021年（令和3年）7月、還暦土俵入りで用いる赤い綱を、同月27日の照ノ富士初の綱打ちの際に同時に制作した。
そして、自身の還暦から1年3か月が過ぎた2021年10月3日、太刀持ちに日馬富士（ダワーニャミーン・ビャンバドルジ）、露払いに安美錦（年寄・安治川）と、かつての弟子二人を従えて、漸く両国国技館にて還暦土俵入りが開催された。なお、不知火型の還暦土俵入りは、大相撲史上初めて元22代横綱・太刀山峯右エ門が、上野精養軒で1937年2月に実施して以来、84年ぶりとなる。還暦土俵入りで、太刀持ちが横綱、露払いが大関以下という組み合わせは史上初。従者同士の最高位のバランス上、それまででは考えられない事例であった（横綱の引退相撲では特に珍しくない）。なお、照ノ富士は還暦土俵入りの従者に打診されたが、膝の不安から辞退している。
同年11月場所初日のNHK大相撲中継で、実況アナウンサーが伊勢ヶ濱の還暦土俵入りについて「４年くらいかけて筋力トレーニングをしてきて備えてきたということです」と説明した。

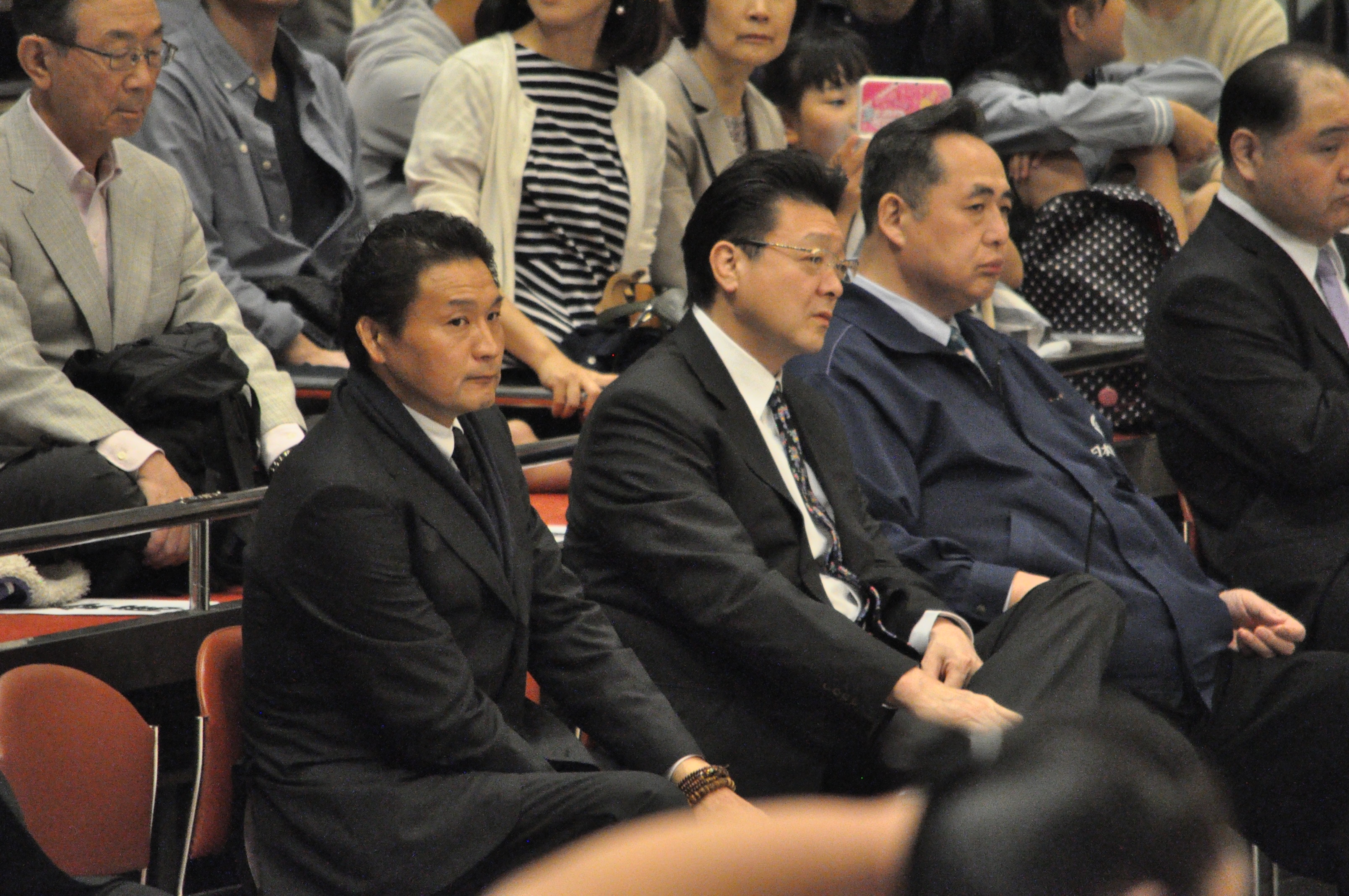
横綱審議委員会稽古総見（両国国技館 2017年5月3日撮影）

## 人物・エピソード
- 非常にユーモアのある性格で、正月の歌番組に出演したときはいつも笑わせる芸を行っていた。27代木村庄之助の最後の土俵になった1990年11月場所千秋楽結びの一番に勝つと、旭富士は懸賞金を庄之助への餞別にし、「いつも力士に懸賞を渡してばかりだが、一度くらい自分がもらってみたいもんだ」と言っていた庄之助を喜ばせた。
- 幼少期は近所でも評判の悪童で、幼稚園を退園させられるほどだった。しかし小学校４年生から相撲を始めたところ、性格がすっかり落ち着いたために、周囲から「あの正也がいい子になった！」と驚かれた[43]。
- 二十歳で入門したため、当時としては珍しく丸刈りではなくパーマをかけた長髪で、酒もタバコも嗜む新弟子だった[44]。
- 伯父に騙されたような形で角界入りしたため、最初は「1年で十両になって辞めてやる」と考えていた。だが十両に昇進すると「折角だからもう1年で幕内になって帰るわ」、幕内に昇進すると「あれ？居心地良いな。とりあえず三役目指すか」、三役に昇進すると「ここまで来たら大関になろう」と、段々と心境が変わり目標も高くなった。その後、大関で低迷していた頃には「横綱に成る迄は中途半端で帰れんな」と心に決めていた[45]。
- 食べ物はスイカが大好物。膵臓に持病のある[3]旭富士にとって、膵臓の機能回復の役割を果たす食品である。さらに出身地の木造町（現つがる市）は、スイカの名産地でもある。
- 故郷の青森県はスイカの他、ホタテ、筋子、タラコ、ヒラメなど様々な農産物・海産物に恵まれた地域であり、上京前の方が良い物を食べていたと後に振り返っている。東京でちょっとした寿司屋に入った時、故郷と比べて寿司ネタの品質が低いことに戸惑いを感じたことがある。自分が部屋の衆に良い物を出しているのにそれを理解せず、逆に彼らがコンビニで弁当を買って来て腹を満たすことには苦言を呈している[46]。
- 一部のマスコミ陣には評判が悪く、かつて同じ立浪一門の元横綱双羽黒らと同様「稽古嫌い」等とさんざんに書き立てられていた[47][48]。それについて、引退後の旭富士は「病気の影響で稽古出来なかったのは自身にとって一番辛い事だが、別にそれを分かって貰おうとは思わなかった。誰が何を批判されようが関係ないし、『自分は自分』とだけ考えていた」と述懐している。さらに横綱在位が短命に終わった事に関しても「横綱になって初の幕内優勝（1991年5月場所）を達成後、次の目標を見失ってしまった。しかしそれ迄自身が掲げていた目標は全て達成出来たので、相撲人生に悔いは全く無い」とコメントしていた[7]。
- 相撲ぶりは前捌き・差し身の巧さなど、センスが大変抜群で柔軟性が有り突き押し相撲への相性が良かったことや、取り口も「天才型風」なイメージがあった[3]ため、「津軽なまこ」との異名もあった。しかし「ナマコ」は旭富士の故郷・青森県では悪い意味も含まれる事があって、自身はそのように呼ばれるのは嫌だったという。引退後「おれはあのころ『大相撲ダイジェスト』で『津軽のプリンス』って言われ始めたところだったんだ。それが急に『ナマコ』だもんなあ」と言っていたことが時事通信の記事で明らかになっている[2]。
- 講談社「月刊少年マガジン」に連載された漫画『名門!多古西応援団』では旭富士にソックリな「横綱旭富司」が応援団員の一人と相撲で対決するシーンがほぼ一話じゅうに描かれている。また、井上純一作のTRPG天羅万象のサプリメント「天羅万象ビジュアルブック」には旭斧持という名前の力士が設定イラストに登場している。
- 天理教の信徒であり、同教の機関紙のインタビュー記事に登場したこともある。
- 安治川時代に行った「大相撲ダイジェスト」での解説が、現役力士達に対してあまりにも辛辣だったために、新聞の投書欄、ラジオ、週刊誌等で大きな話題となる。足を滑らせたような形で敗れた、かつての兄弟弟子である旭道山に対しては、「滑るんなら足袋履かなきゃいいのにね」と言い捨てたこともあった。
- パソコンをNECのPC-9801時代から使用しており、部屋のホームページを自ら作成している[49]。
- 験担ぎを好まない性格であり、四股名「旭富士」を旧大島部屋女将から命名された時には「四股名なんて何でもいいんじゃないの」と受け止め、不知火型の土俵入りを選択した際にも全く短命のジンクスを意に介さなかった[7][注 15]。
- 指導力に定評があるが、非常に厳しい親方としても知られている。現役時代は「優しそう」「厳しさ、凄味に欠ける」など柔和な印象を持たれていたが、かつて2013年3月～2016年3月場所迄の約3年間審判部長を担当時、立合い不成立が起こる度に厳しい形相で怒声を飛ばす姿が話題になり、生放送でその声が流れたこともあった。メディアでもしばしば「スパルタ指導」「非常に厳しい親方」と報道されており、照ノ富士は「親方は普段は優しいのに、怒ると一番怖い。鬼みたいだ」と語っている[50]。その厳しさから、照ノ富士が逸ノ城を出稽古に誘っても怖がって伊勢ヶ濱部屋へ来ないというエピソードも生まれている[51]。2023年4月30日の春巡業神栖場所では部屋の横綱の照ノ富士が「うちの部屋はいつでもOK。誰も来ないけど（笑い）」と、関取衆の出稽古を歓迎しつつも最近はほとんど出稽古に来なくなったと明かしており[52]、部屋の厳しさが窺い知れる。
- 技術的な指導を行っているのは伊勢ヶ濱部屋だけと言われ、また元・琴錦（現・朝日山親方）は「我々の頃と同じ稽古量をこなしているのは伊勢ヶ濱部屋くらい」とも語っている[53]。2022年9月場所中、花田虎上は自身のコラムで「安治川親方が錦富士や熱海富士と花道奥のモニターを一緒に見て、取組を振り返る場面があります。アマ相撲も経験し技術面でたけている親方から、アドバイスを送られているのでしょう。『チーム伊勢ヶ濱』として理想的な部屋一丸の姿を感じます」と部屋を評していた[54]。
- 拙い相撲を取った弟子に対しては非常に辛辣な評価を下す。それは日馬富士が横綱になっても変わらず、2013年夏場所五日目で2敗を喫した時は「ちょっと太ったくらいで勘違いしやがって」と切り捨てていた[55]。また、日馬富士が足首のケガで負けが込んだ時も「休場？　歩いてるじゃん」と一蹴した[56]。しかし、大抵の親方が優勝した弟子を握手で出迎えるのに対し、伊勢ケ濱親方は日馬富士が幕内優勝した時には毎回抱擁で祝福している。同親方によると、「うちはいつもそうだよ。挨拶みたいなものだから」との事[57]。
- 2015年（平成27年）3月場所11日目、その場所快進撃を続けていた照ノ富士が魁聖に力なく敗れ、事前にトイレに行くのを忘れて便意を催して力が入れられなかったという敗戦の弁を聞かされた際、「出せばいいんだよ。俺は出したことがある。出しても勝つ方がいいだろ。根性ねえな」と言ったという[58]。このエピソードをイチジク浣腸を販売するイチジク製薬の社員が新聞記事で知り、同年5月場所から毎日1本イチジク製薬からの指定懸賞が設定されるようになった[59]。
- 小学生の時に手品に興味を持ち、今ではプロ級の腕前となり、BSジャパン『ゴルフ交遊抄』に出演した際には、手品で十分食べて行けるだけの自信があると語っている。
- 日馬富士の引退会見では冒頭に趣旨説明の文章を涙声になりながら読み上げていたが、質疑応答に入ると大挙した報道陣に疲れて腹を立て、質問を強い口調で遮る場面もあった[60]。因みに、伊勢ヶ濱を怒らせた1人とされるテレビ朝日の富川悠太アナウンサーに関しては「おいしい画が欲しくてわざと伊勢ヶ濱を怒らせたのでは?」という見方もあった[61]。
- 現役時代に不知火型を選択した元横綱で、かつ日本相撲協会に所属する親方は、第59代横綱・隆の里（のち鳴戸）が2011年11月7日に59歳で急病死して以降、2021年9月30日に第69代横綱・白鵬（のち宮城野）が引退する迄、10年近くの間旭富士ただ一人のみであった。
- 若い頃から筋力トレーニングが大好きであり、親方になってからも弟子には筋力トレーニングの重要性を説き、2009年頃に部屋を改装した際にはウエイトトレーニングルームを設置した。2020年2月の報道では、自身の還暦土俵入りのために筋力トレーニングを行っているのではないかと伝えられた[62][63]。しかし、その数千万円ものトレーニングマシンは、宮城野部屋の弟子たちを預かる際に全て処分したと著書で明かしている[64]。
- 2代目若乃花が死去した際には「同じ青森県出身で、現役時代に稽古でよくかわいがってもらいました」と懐かしみ「弟子2、3人を私に託していただいた。私には育てる責任があるし、その結果が出ていると思う」と間垣部屋から弟子を預かった当時の心境を述べた[65]。
- 2024年1月2日放送分の『さんまのまんま 新春SP』では好きな歌手として米津玄師や菅田将暉の名前を出し、その意外さから司会の明石家さんまを驚かせた[66]。
- 2025年5月場所のABEMAでの解説で、尺八の師範の資格を持っていることを明かした。最初から音を出すことができ、三日で譜面を読めるようになったため、後援者を驚かせたという。

## 主な成績

### 通算成績
- 通算成績：575勝324敗35休 勝率.640
- 幕内成績：487勝277敗35休 勝率.637
- 大関成績：194勝61敗 勝率.761
- 横綱成績：71勝29敗24休 勝率.710
- 現役在位：67場所
- 幕内在位：54場所
- 横綱在位：9場所
- 大関在位：17場所
- 三役在位：15場所（関脇8場所、小結7場所）
- 連勝記録：24（1990年7月場所4日目〜1990年9月場所12日目）
- 年間最多勝：1988年（73勝17敗）、1990年（70勝20敗）
- 連続6場所勝利：75勝（1988年7月場所〜1989年5月場所、1990年5月場所〜1991年3月場所、1990年7月場所〜1991年5月場所）
- 通算（幕内）連続勝ち越し記録：28場所（歴代4位タイ・1987年1月場所〜1991年7月場所）
- 幕内連続2桁勝利記録：14場所（歴代9位・1987年3月場所〜1989年5月場所）
- 幕内連続12勝以上勝利：5場所（1988年9月場所〜1989年5月場所）

### 各段優勝
- 幕内最高優勝：4回（1988年1月場所、1990年5月場所、1990年7月場所、1991年5月場所）
- 幕下優勝：1回（1981年11月場所）
- 三段目優勝：1回（1981年7月場所）
- 序ノ口優勝：1回（1981年3月場所）

### 三賞・金星
- 三賞：9回
  - 殊勲賞：2回（1986年1月場所、1986年5月場所）
  - 敢闘賞：2回（1984年11月場所、1987年9月場所）
  - 技能賞：5回（1985年3月場所、1985年9月場所、1987年5月場所、1987年7月場所、1987年9月場所）
- 金星：2個（北の湖1個、双羽黒1個）

### 場所別成績
| | 一月場所 初場所（東京） | 三月場所 春場所（大阪） | 五月場所 夏場所（東京） | 七月場所 名古屋場所（愛知） | 九月場所 秋場所（東京） | 十一月場所 九州場所（福岡） |
| --- | ----------------------- | ----------------------- | ----------------------- | --------------------------- | ----------------------- | --------------------------- |
| 1981年 （昭和56年） | 番付外 2–1              | 西序ノ口27枚目 優勝 7–0 | 東序二段44枚目 6–1      | 西三段目77枚目 優勝 7–0     | 東幕下60枚目 4–3        | 西幕下47枚目 優勝 7–0       |
| 1982年 （昭和57年） | 東幕下2枚目 5–2         | 西十両10枚目 9–6        | 西十両6枚目 6–9         | 西十両8枚目 9–6             | 東十両4枚目 7–8         | 西十両6枚目 9–6             |
| 1983年 （昭和58年） | 東十両筆頭 10–5         | 西前頭10枚目 8–7        | 東前頭4枚目 4–11        | 東前頭11枚目 9–6            | 西前頭5枚目 8–7         | 西小結 6–9                  |
| 1984年 （昭和59年） | 東前頭4枚目 1–3–11      | 東前頭14枚目 9–6        | 東前頭6枚目 8–7         | 西前頭2枚目 8–7 ★           | 西小結 5–10             | 東前頭5枚目 11–4 敢         |
| 1985年 （昭和60年） | 東小結 7–8              | 東前頭筆頭 9–6 技       | 東小結 8–7              | 東小結 5–10                 | 東前頭2枚目 10–5 技     | 東小結 8–7                  |
| 1986年 （昭和61年） | 西関脇 11–4 殊          | 東関脇 7–8              | 西小結 10–5 殊          | 西関脇 4–11                 | 東前頭2枚目 8–7 ★       | 西小結 7–8                  |
| 1987年 （昭和62年） | 東前頭筆頭 8–7          | 西関脇 10–5             | 西関脇 10–5 技          | 東関脇 11–4 技              | 東関脇 12–3 技敢        | 西大関 11–4                 |
| 1988年 （昭和63年） | 東大関 14–1             | 東大関 12–3             | 東大関 12–3             | 東大関 11–4                 | 東大関 12–3             | 東大関 12–3                 |
| 1989年 （平成元年） | 東大関 14–1             | 東大関 13–2             | 東大関 13–2             | 東大関 8–7                  | 西大関 9–6              | 西大関 8–7                  |
| 1990年 （平成2年） | 西大関 9–6              | 西張出大関 8–7          | 西張出大関 14–1         | 東大関 14–1                 | 西横綱 13–2             | 西横綱 12–3                 |
| 1991年 （平成3年） | 西横綱 11–4             | 西横綱 11–4             | 東張出横綱 14–1         | 東横綱 8–7                  | 西横綱 2–4–9            | 東横綱 休場 0–0–15          |
| 1992年 （平成4年） | 西横綱 引退 0–4–0       | x                       | x                       | x                           | x                       | x                           |
| 各欄の数字は、「勝ち-負け-休場」を示す。 優勝 引退 休場 十両 幕下 三賞：敢=敢闘賞、殊=殊勲賞、技=技能賞 その他：★=金星 番付階級：幕内 - 十両 - 幕下 - 三段目 - 序二段 - 序ノ口 幕内序列：横綱 - 大関 - 関脇 - 小結 - 前頭（「#数字」は各位内の序列） |                         |                         |                         |                             |                         |                             |

## 幕内対戦成績
| 力士名   | 勝数 | 負数 | 力士名     | 勝数 | 負数  | 力士名   | 勝数 | 負数 | 力士名   | 勝数 | 負数 |
| -------- | ---- | ---- | ---------- | ---- | ----- | -------- | ---- | ---- | -------- | ---- | ---- |
| 青葉城   | 2    | 2    | 安芸ノ島   | 8    | 12(1) | 曙       | 2    | 3    | 朝潮     | 22   | 5    |
| 東洋     | 1    | 0    | 天ノ山     | 2    | 0     | 板井     | 15   | 2    | 恵那櫻   | 4    | 0    |
| 大潮     | 1    | 2    | 巨砲       | 10   | 4     | 大錦     | 6    | 0    | 大乃国   | 10   | 26   |
| 大豊     | 3    | 2    | 小城ノ花   | 2    | 0     | 魁輝     | 3    | 2    | 春日富士 | 1    | 0    |
| 北の湖   | 3    | 3(1) | 霧島       | 14   | 5     | 起利錦   | 2    | 1(1) | 麒麟児   | 6    | 6    |
| 久島海   | 2    | 1    | 蔵間       | 1    | 3     | 高望山   | 2    | 2    | 琴稲妻   | 2    | 0    |
| 琴ヶ梅   | 22   | 7    | 琴風       | 4(1) | 4     | 琴千歳   | 1    | 0    | 琴錦     | 6    | 2    |
| 琴富士   | 6    | 1    | 小錦       | 21*  | 14    | 斉須     | 1    | 2    | 逆鉾     | 32   | 4    |
| 佐田の海 | 5    | 4    | 嗣子鵬     | 1    | 0     | 陣岳     | 10   | 2    | 太寿山   | 16   | 4    |
| 大翔山   | 3    | 0    | 大徹       | 1    | 2     | 貴闘力   | 2    | 2    | 隆の里   | 1    | 7    |
| 孝乃富士 | 6    | 0    | 貴花田     | 2    | 1     | 隆三杉   | 10   | 0    | 高見山   | 0    | 1    |
| 多賀竜   | 8    | 1    | 千代の富士 | 6(1) | 30    | 寺尾     | 24   | 2    | 出羽の花 | 8    | 7    |
| 闘竜     | 4    | 1    | 栃赤城     | 0    | 1     | 栃司     | 8    | 2    | 栃剣     | 3    | 1    |
| 栃乃和歌 | 16   | 8    | 栃光       | 2    | 1     | 豊ノ海   | 1    | 0    | 南海龍   | 2    | 0    |
| 花乃湖   | 10   | 1    | 花ノ国     | 9    | 0     | 飛騨乃花 | 3    | 1    | 富士櫻   | 2    | 0    |
| 藤ノ川   | 1    | 0    | 富士乃真   | 2    | 0     | 双羽黒   | 6    | 12   | 鳳凰     | 1    | 3    |
| 北天佑   | 22   | 16   | 北勝海     | 19   | 21**  | 舛田山   | 1    | 3    | 益荒雄   | 4    | 1    |
| 三杉里   | 5    | 3    | 水戸泉     | 9    | 6     | 両国     | 12   | 4    | 若瀬川   | 3    | 0    |
| 若の富士 | 0    | 1    | 若花田     | 2    | 2     |          |      |      |          |      |      |

- 他に優勝決定戦で小錦に1勝、北勝海に2敗がある。

（カッコ内は勝敗数の中に占める不戦勝・不戦敗の数）

## 合い口
- 元横綱・北の湖には3勝3敗(不戦敗1を含む)。最後の勝利は1985年1月場所で、決まり手は寄り切り。
- 元横綱・千代の富士には6勝30敗(不戦勝1を含む)。横綱同士の対戦は1敗。最後の勝利は1990年7月場所で、決まり手は掬い投げ。
- 元横綱・隆の里には1勝7敗。最後の対戦となった1985年11月場所で、初勝利。決まり手は押し出し。
- 元横綱・双羽黒には6勝12敗。最後の勝利は1987年9月場所で、決まり手は押し出し。
- 元横綱・北勝海には19勝21敗。他に優勝決定戦で2敗がある。横綱同士の対戦は3勝2敗。最後の勝利は1991年3月場所で、決まり手は押し出し。
- 元横綱・大乃国には9勝27敗。横綱同士の対戦は1勝2敗。最後の勝利は1990年11月場所で、決まり手は押し出し。
- 元横綱・曙には入幕直後に対戦して2勝3敗。
- 元横綱・貴乃花には入幕直後の貴花田時代に対戦して2勝1敗。
- 元横綱・若乃花には入幕直後の若花田時代に対戦して2勝2敗。1992年1月場所で、下手投げで敗れた相撲が旭富士の現役最後の一番となった。
- 元大関・琴風には4勝4敗(不戦勝1を含む)。
- 元大関・若嶋津には12勝9敗(不戦勝1を含む)。
- 元大関・朝潮には22勝5敗。大関同士の対戦は7勝。旭富士の横綱昇進前に朝潮が引退したため、旭富士の横綱昇進後は対戦なし。
- 元大関・北天佑には22勝16敗。大関同士の対戦は10勝6敗。旭富士の横綱昇進した場所で北天佑が引退したため、旭富士の横綱昇進後は対戦なし。
- 元大関・小錦には21勝14敗。他に優勝決定戦で1勝がある。大関同士の対戦は14勝3敗、旭富士の横綱昇進後は3勝2敗。
- 元大関・霧島には14勝5敗。大関同士の対戦は1勝、旭富士の横綱昇進後は4勝2敗。

## 改名歴
四股名履歴
- 杉野森 正也（すぎのもり せいや）1981年1月場所 - 3月場所
- 旭富士 正也（あさひふじ - ）1981年5月場所 - 1992年1月場所

年寄名履歴
- 旭富士 正也（あさひふじ せいや）1992年1月 - 1993年4月
- 安治川 正也（あじがわ - ）1993年4月 - 2007年11月
- 伊勢ヶ濱 正也（いせがはま - ）2007年11月 - 2025年6月
- 宮城野 正也（みやぎの - ）2025年6月 -

## 著書
- 九代伊勢ヶ濱正也『大相撲 名伯楽の極意』（文春新書　2025年）ISBN 978-4166614943

## 音楽
- 五十川綾&伊勢ヶ濱正也『ふたりの東京ものがたり』（ウイングジャパン　2025年）
- Aya&伊勢ヶ濱正也『憧れ～pure love～』（ウイングジャパン　2025年）